# IC 5355
IC 5355 је спирална галаксија у сазвјежђу Андромеда која се налази на листи објеката дубоког неба у Индекс каталогу.
Деклинација објекта је + 32° 46' 57" а ректасцензија 23h 47m 15,2s. Привидна величина (магнитуда) објекта IC 5355 износи 13,7 а фотографска магнитуда 14,4. Налази се на удаљености од 56,650 милиона парсека од Сунца. IC 5355 је још познат и под ознакама UGC 12781, MCG 5-56-6, CGCG 498-11, IRAS 23447+3230, KARA 1039, KUG 2344+325, PGC 72397.